# Ніколешть (Бузеу)
Ніколешть, Ніколешті (рум. Nicolești) — село у повіті Бузеу в Румунії. Входить до складу комуни Пуєшть.
Село розташоване на відстані 139 км на північний схід від Бухареста, 42 км на північний схід від Бузеу, 62 км на захід від Галаца, 129 км на схід від Брашова.

## Населення
За даними перепису населення 2002 року у селі проживали 906 осіб.
Національний склад населення села:
| Національність | Кількість осіб | Відсоток |
| -------------- | -------------- | -------- |
| румуни         | 891            | 98,3%    |
| цигани         | 15             | 1,7%     |

Рідною мовою назвали:
| Мова      | Кількість осіб | Відсоток |
| --------- | -------------- | -------- |
| румунська | 891            | 98,3%    |
| циганська | 15             | 1,7%     |